# Froesiochloa
Froesiochloa es un género monotípico de plantas herbáceas perteneciente a la familia de las poáceas. Es originario de Brasil y Guyana.

## Etimología
El nombre del género fue otorgado en honor de R.L.Fróes, botánico y explorador de la región del amazonas.

## Especie
- Froesiochloa boutelouoides, G.A.Black, Bol. Técn. Inst. Agron., N. 20: 30, 1950[2]